# Натальинская волость (Новоузенский уезд)
Ната́льинская во́лость — административно-территориальная единица, входившая в состав Новоузенского уезда Самарской губернии.
Административный центр — село Старое Натальино (ныне это село в составе Демьясского муниципального образования Дергачёвского района Саратовской области).
В период до установления советской власти волость имела аппарат волостного правления, традиционный для таких административно-территориальных единиц Российской империи.
Волость располагалась в северо-восточной части Новоузенского уезда, где граничила с Николаевским уездом и землями Уральского казачьего войска. Согласно карте уездов Самарской губернии издания губернского земства 1912 года, на юго-западе волость граничила с Осиново-Гайской и Дергачёвской волостями, на западе — с Верхне-Кушумской волостью.
Ныне территория бывшей волости является частью земель Дергачёвского и Озинского районов Саратовской области (административный центр области — город Саратов).

## Состав волости
| №  | Населённые пункты (хутора с населением более 100 чел.) | Население (1889 год) | Население (1910 год) | Преобладающие национальности, вероисповедания                               | Современное состояние              |
| -- | ------------------------------------------------------ | -------------------- | -------------------- | --------------------------------------------------------------------------- | ---------------------------------- |
| 1  | село Старое Натальино                                  | 275                  | 290                  | русские, православные                                                       | село, Дергачёвский район           |
| 2  | деревня Новое Натальино                                | 145                  | 316                  | русские, православные                                                       | не существует                      |
| 3  | деревня Александровка                                  | 56                   | 117                  | русские, православные                                                       | не существует                      |
| 4  | деревня Никольская                                     | 154                  | 310                  | русские, православные                                                       | не существует                      |
| 5  | деревня Степановка                                     | 300                  | 316                  | малороссы, православные                                                     | не существует                      |
| 6  | деревня Антоновка                                      | 329                  | 408                  | малороссы, православные                                                     | село, Дергачёвский район           |
| 7  | деревня Кирилловка                                     | 57                   | 92                   | русские, православные                                                       | не существует                      |
| 8  | село Балаши (Камышлак)                                 | 141                  | 325                  | русские, православные                                                       | село, Озинский район               |
| 9  | село Малаховка                                         | 825                  | 918                  | русские, малороссы, евреи, мордва и татары; православные, иудеи, мусульмане | село, Озинский район               |
| 10 | хутор Александрофельд                                  | -                    | 128                  | -                                                                           | не существует                      |
| 11 | хутор Зейферт                                          | 31                   | 118                  | -                                                                           | не существует                      |
| 12 | хутор Меловой                                          | 383                  | 946                  | русские и малороссы, православные и сектанты                                | село Меловое, Озинский район       |
| 13 | хутор Муравли                                          | 204                  | 265                  | малороссы, православные и сектанты                                          | не существует                      |
| 14 | хутор Непряхин                                         | 135                  | 171                  | русские и малороссы, православные и сектанты                                | посёлок, Озинский район            |
| 15 | хутор Озерский                                         | -                    | 139                  | -                                                                           | не существует                      |
| 16 | хутор Орешин 2-й                                       | -                    | 116                  | -                                                                           | не существует                      |
| 17 | хутор Пигари                                           | 329                  | 346                  | -                                                                           | село, Озинский район               |
| 18 | хутор Посевщиков                                       | -                    | 192                  | -                                                                           | не существует                      |
| 19 | хутор Растяпин                                         | -                    | 198                  | -                                                                           | не существует                      |
| 20 | хутор Радуевского товарищества                         | -                    | 105                  | -                                                                           | не существует                      |
| 21 | хутор Самовольный Посевщиков                           | -                    | 361                  | -                                                                           | не существует                      |
| 22 | хутор Самодуровский                                    | 203                  | 574                  | -                                                                           | не существует                      |
| 23 | хутор Озинский                                         | 120                  | 969                  | русские и малороссы                                                         | село Старые Озинки, Озинский район |
| 24 | хутор Столяры                                          | 87                   | 274                  | -                                                                           | село, Озинский район               |
| 25 | станция Демьяс                                         | -                    | 22                   | -                                                                           | село, Дергачёвский район           |
| 26 | станция Озинки                                         | -                    | 20                   | -                                                                           | районный центр, Озинский район     |
| 27 | станция Чалыкла                                        | -                    | 105                  | -                                                                           | не существует                      |
| 28 | посёлок при станции Чалыкла                            | -                    | 20                   | -                                                                           | не существует                      |